# Heining-lès-Bouzonville
Heining-lès-Bouzonville é uma comuna francesa na região administrativa de Grande Leste, no departamento de Mosela. Estende-se por uma área de 6,03 km². Em 2010 a comuna tinha 489 habitantes (densidade: 81,1 hab./km²).